# S'Espalmador
S'Espalmador (en castillan Espalmador) est une île située au nord de l'île de Formentera au sein de l'archipel des Îles Baléares (Espagne). Elle comporte une villa au bord de l'eau et la maison du gardien en son centre, propriétés privées. L'île est incluse dans le parc naturel de Ses Salines.

## Description
Avec près de 2 km2, 2 925 m de long et 800 m de large, c'est la plus grande île des archipels de Pityuses. L'île est entourée par d'autres îles plus petites: île des porcs, Sa Torreta, Casteví et Alga.
L'île a une forme allongée du nord au sud. La pointe Es Pas (également appelée pointe Ses Savines) est l'extrémité la plus méridionale et la plus orientale de l'île. S'Espalmador est séparée de la péninsule des Trucators par un bras de mer large de 50 m et profond de 2 m. Selon les conditions, il est possible de traverser Es Pas à pied. À certaines périodes, S'Espalmador a été physiquement uni à Formentera pour une langue de sable.
La bande côtière de six mètres de largeur (domaine public maritime côtier) ainsi que les chemins de l'île sont publics, étant propriété du Conseil insulaire d'Ibiza.
L'île de s'Espalmador est un endroit idéal pour le mouillage des bateaux. À l'intérieur de l'île, des formations dunaires renferment dans leurs dépressions une série de zones humides, parmi lesquelles se distingue l'étang de l'Estanyol. C'est un lagon boueux où les touristes prennent des bains de boue.
Ses plages sont bordées d'une eau claire et son sable est blanc.
Sur l'îlot de En Pou (île aux porcs) se trouve le phare de En Pou.

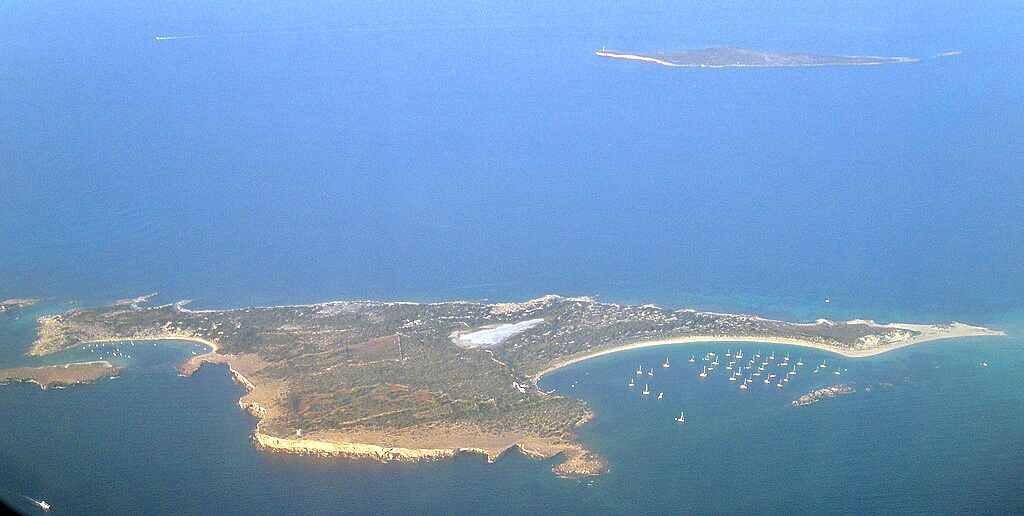
Vue aérienne de S'Espalmador.

## Plages
L'île dispose de trois plages :
- Es Racó de S'Alga
- Cala Bosch
- Sa Torreta